# Massimo Cenci
Massimo Cenci (* 8. Juni 1967 in San Marino) ist ein Politiker aus San Marino. Er war vom 1. April bis 1. Oktober 2009 gemeinsam mit Oscar Mina Capitano Reggente (Staatsoberhaupt) von San Marino.

## Leben
Massimo Cenci diplomierte in Wirtschaftswissenschaften an der Universität Bologna. Anschließend erwarb er einen Master in Organisation von Fussballunternehmen und einen Master in Kommunikation der Universität von San Marino. Cenci ist Steuerberater, er amtierte von 2001 bis 2003 als Sekretär der Steuerberaterkammer.

## Politik
Von 1999 bis 2003 war er Sekretär des Rats der Stadt San Marino. Im Jahr 2005 gehörte er zu den Gründern der Nuovo Partito Socialista, deren stellvertretender Sekretär er war. Bei den Wahlen 2008 wurde er auf der Liste der Freiheit in den Consiglio Grande e Generale, das Parlament von San Marino, gewählt. Dort gehörte er dem Innen- und Finanzausschuss an und war Mitglied der san-marinesischen Delegation bei der Interparlamentarischen Union. Er wurde gemeinsam mit Oscar Mina für die Periode vom 1. April 2009 bis 1. Oktober 2009  zum Capitano Reggente dem Staatsoberhaupt von San Marino gewählt. Von 2011 bis 2012 war er Mitglied der Antimafiakommission. Nachdem die NPS das Regierungsbündnis im Juli 2012 verlassen hatte, trat Cenci aus der Partei aus und erklärte, dass er die Regierung weiterhin unterstütze. Bei den Parlamentswahlen 2012 wurde er für die Noi Sammarinesi gewählt, die auf einer gemeinsamen Liste mit der PDCS antraten. Cenci wurde Mitglied im Finanz- und Gesundheitsausschuss.